# Katy Perry: Part of Me
Katy Perry: Part of Me (publicitada como Katy Perry: Part of Me 3D) es una película documental autobiográfica y de concierto en 3D de 2012 sobre Katy Perry. Fue dirigida por Dan Cutforth y Jane Lipsitz, y se estrenó en Estados Unidos, Canadá, Reino Unido e Irlanda el 5 de julio de 2012. La película sigue a Perry durante su gira California Dreams Tour, ofreciendo una visión de su camino hacia la fama y detallando varios aspectos de su vida profesional y personal. Está intercalada con momentos de gran carga emocional y significado profundo para Perry.
Con un presupuesto de 13,2 millones de dólares, la película ha recaudado casi 33 millones de dólares a nivel mundial, lo que la convierte en la segunda película de concierto musical más taquillera de la historia para una artista femenina y en la quinta en la clasificación general. Part of Me es actualmente la undécima película documental más taquillera en la historia de la taquilla estadounidense. Recibió críticas positivas por transmitir de manera efectiva una comprensión profunda de Perry como individuo, además de ser elogiada por su disposición a permitir que el público aprecie de cerca su vida personal.

## Sinopsis
La película incluye entrevistas con Perry y sus seres queridos, documentando la trayectoria de su vida, con diversos clips de su infancia y adolescencia, así como de su carrera y vida personal. La película se intercala con actuaciones de su gira mundial California Dreams Tour, que incluyó 127 conciertos del 20 de febrero de 2011 al 22 de enero de 2012. La mayoría de las presentaciones se grabaron el 23 de noviembre de 2011 en el Staples Center de Los Ángeles, pero también se incluyeron actuaciones en Tokio y São Paulo. Algunos de sus amigos, como Rihanna, Lady Gaga, Adele y Jessie J, hacen apariciones especiales en la película. El documental incluye escenas en las que Perry enfrenta la ruptura de su matrimonio con el actor y comediante inglés Russell Brand.

## Reparto

### Reparto principal
- Katy Perry
- Makena Licon
- Gien Bellard
- Shannon Woodward
- Angela Hudson
- Mia Morreti
- Bonnie McKee
- Adam Marcello
- Matthew Hooper
- Todd Delano
- Angelica Cob-Baehler
- Johnny Wujek
- Shayk
- Tasha Luyton
- Ellen Ball
- Rachael Markarian
- Leah Adler
- Scott Myrick
- Lockhart Brownlie
- Keith Hudson
- Marry Perry
- David Hudson
- Ashley Dixon
- Hugh Jackman como él mismo (Reportero 1)
- Hiroyuki Sanada como él mismo (Reportero 2)
- Rila Fukushima como ella misma

### Cameos
- Kesha
- Adele
- Rihanna
- Lady Gaga
- Britney Spears
- Carly Rae Jepsen
- Rebecca Black
- Russell Brand (sin acreditar)
- Whoopi Goldberg (sin acreditar)
- Justin Bieber (sin acreditar)
- Jessie J (sin acreditar)
- Bella Thorne (sin acreditar)
- The Matrix (imágenes de archivo)

## Antecedentes y promoción

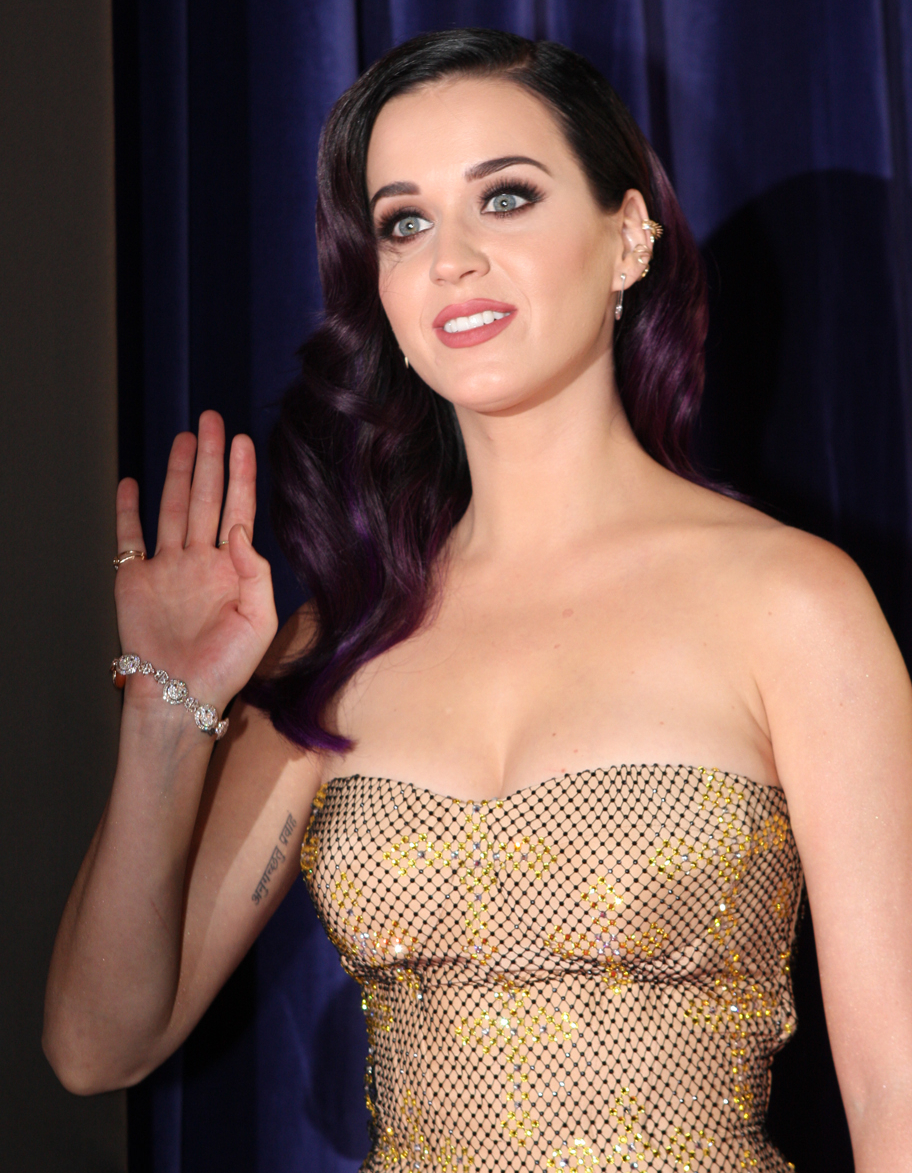
Perry en el estreno de Part of Me en Australia.

El 7 de marzo de 2012, Katy Perry anunció a través de Twitter que ella y Paramount Pictures lanzarían una película mitad biografía, mitad concierto, titulada Katy Perry: Part of Me, a mediados de 2012. Le dijo a MTV News que la película sería el cierre de la era Teenage Dream y explicó qué se podría esperar, afirmando: «Es cerrar el capítulo de Teenage Dream, pero te dará una perspectiva tan íntima... En esta película, la verás desde la perspectiva de mi mejor amiga/compañera, verás exactamente lo que quiero decir, lo que siento y pienso sobre todo». También mencionó que la película documental de Madonna, Madonna: Truth or Dare (1991), fue una gran influencia para Part of Me.
Un boleto dorado para el estreno de la película se incluyó en una copia física al azar de Teenage Dream: The Complete Confection. El primer tráiler de la película se emitió durante los Kids' Choice Awards de 2012. El 31 de marzo de 2012, Perry anunció a través de Twitter que la película se estrenaría durante el fin de semana del 4 de julio. Un tráiler de la película fue lanzado el 2 de abril de 2012 en la tienda de iTunes a nivel mundial. Perry se asoció con Pepsi para promocionar la película. La colaboración incluyó anuncios de televisión y radio co-marcados, publicidad digital y exhibiciones en tiendas. Todos los elementos de la campaña presentaban el nuevo lema global de Pepsi, «Live for Now». La campaña ofreció a los consumidores la oportunidad de ganar viajes para asistir al estreno mundial de la película en Los Ángeles, que incluía una actuación en vivo de Perry. Perry organizó y asistió a estrenos en Sídney, Australia, y en Londres, Inglaterra, donde desfiló por la «alfombra rosa».

## Recepción de la crítica

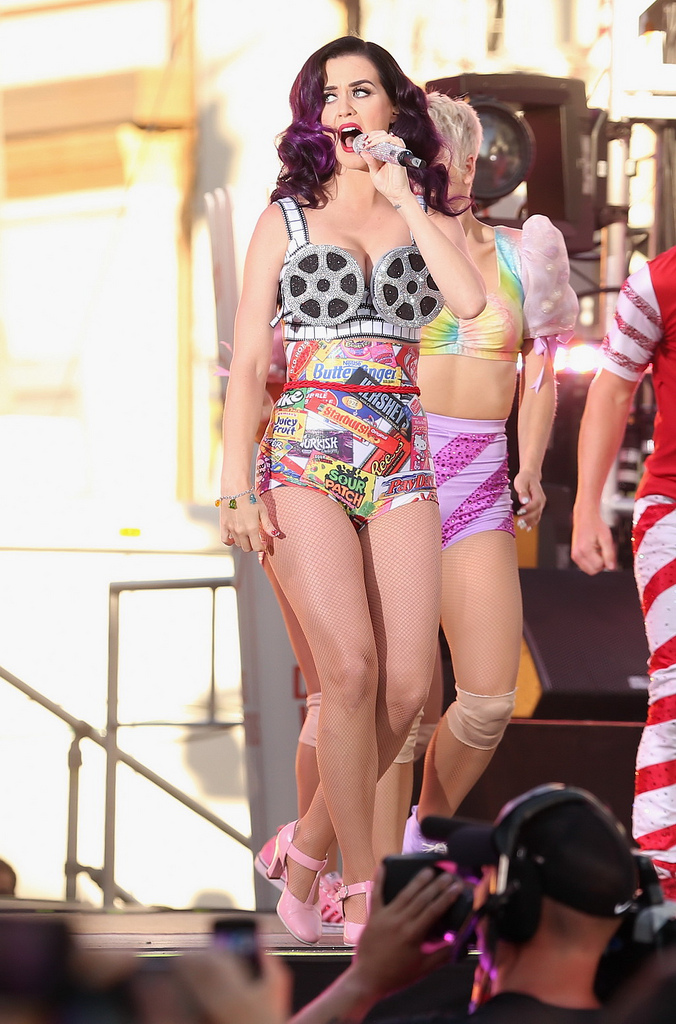
Perry interpretando «Part of Me» en el estreno de Katy Perry: Part of Me.

El sitio web de reseñas agregadas Rotten Tomatoes informó que el 76 % de los críticos dieron opiniones positivas sobre la película, con una calificación promedio de 6,40/10, basada en 90 reseñas. El consenso crítico señala: «Katy Perry: Part of Me triunfa gracias al auténtico carisma de la estrella pop, su inspiradora ética de trabajo y su deslumbrante espectáculo en el escenario, aunque a veces parezca más un publirreportaje». En el sitio web Metacritic, que asigna una calificación normalizada de 100 a las reseñas de críticos convencionales, la película ha recibido una calificación promedio de 57, basada en 24 reseñas, lo que indica «críticas mixtas o promedio». Las audiencias encuestadas por la firma de investigación de mercado CinemaScore otorgaron a Katy Perry: Part of Me una calificación promedio de «A».
Neil Smith de Total Film declaró: «A pesar de ser tan llamativa y fabricada como los peinados multicolores de Perry, Part of Me merece elogios por permitir que un elemento de imprevisibilidad irrumpa en su explotación adolescente y su vulgaridad azucarada». Elizabeth Weitzman de New York Daily News comentó: «Perry puede ser la provocadora de mayor perfil del mundo, pero sabe cómo hacernos pasar un buen rato». Andrew McMurty de Filmink afirmó: «En última instancia, Part of Me es para los fanáticos, pero debería interesar a quienes se interesan por la cultura de las celebridades».
Entre las críticas negativas, Mark Olsen de Boxoffice Pro afirmó que «este supuesto vistazo honesto detrás de las escenas de la gira mundial de Perry en 2011 a menudo se siente más como una aguda gestión de marca». Alison Willmore de Time Out New York también ofreció una crítica generalmente negativa, señalando: «El metraje en 3D de las actuaciones es impresionantemente lujoso, aunque la interminable idolatría de la simpática cantante agotará rápidamente a todos menos a los seguidores más devotos».

## Rendimiento comercial
En su primer fin de semana, la película recaudó $7 138 266 en 2 730 cines en Estados Unidos y Canadá, ocupando el octavo lugar en la taquilla. Katy Perry: Part of Me ha recaudado $25 326 071 en el mercado nacional y $7 400 885 a nivel internacional, sumando un total de $32 726 956 en todo el mundo. En Estados Unidos, es el séptimo documental más taquillero y la quinta película de concierto musical más taquillera de todos los tiempos.
El 18 de septiembre se lanzó el DVD de la película, vendiendo 112 296 copias en su primera semana y generando una ganancia de más de un millón de dólares. Además, el Blu-ray 3D vendió más de 200 000 copias en los primeros dos meses de su lanzamiento. La película también se lanzó en formato digital, incluyendo una transmisión directa a través de la página de Facebook de Perry, que estuvo disponible a partir del 20 de junio de 2014.